# Maj Sjöwall
Maj Sjöwall (Stockholm, 25 september 1935 – Landskrona, 29 april 2020) was een Zweeds misdaadschrijver. Ze is het meest bekend van de boeken die ze als Sjöwall & Wahlöö samen met haar partner Per Wahlöö schreef.

## Loopbaan
Sjöwall studeerde journalistiek. Ze werkte tussen 1954 en 1963 voor verschillende uitgevers. In 1961 ontmoette ze Wahlöö, met wie ze vanaf 1962 samenwoonde. Het schrijversduo was tussen 1965 en 1975 verantwoordelijk voor tien misdaadromans rondom het karakter van politierechercheur Martin Beck. De boeken werden internationaal uitgegeven en meerdere keren verfilmd. Na het overlijden van Wahlöö in 1975 hield Sjöwall zich bezig met vertaalwerk en schreef ze columns. Met de Nederlander Tomas Ross schreef ze het boek De vrouw die op Greta Garbo leek (Kvinnan som liknade Greta Garbo, 1990). Ook publiceerde ze misdaadboeken met de Deen Bjarne Nielsen en de Duitser Jürgen Alberts.
Maj Sjöwall overleed in 2020 op 84-jarige leeftijd na een langdurig ziekbed.

## Publicaties
- Dansk Intermezzo (1989, met Bjarne Nielsen)
- De vrouw die op Greta Garbo leek (1990, met Tomas Ross)
- Erbsensuppe flambiert (2003, met Jürgen Alberts)
- Der letzte Raucher (2009, met Jürgen Alberts)
- Kriminelles Doppel (2009, met Jürgen Alberts)

- Bibsys: 90179812
- Biblioteca Nacional de España: XX1034504
- Bibliothèque nationale de France: cb120183174 (data)
- Catàleg d'autoritats de noms i títols de Catalunya: 981058514874806706
- CiNii: DA05246325
- Gemeinsame Normdatei: 124478514
- International Standard Name Identifier: 0000 0001 2147 9135
- KulturNav: acd2d878-ce16-40c6-b9a9-938953be75a4
- Library of Congress Control Number: n79121396
- Nationale Bibliotheek van Letland: 000022592
- MusicBrainz: d34d63bd-550f-41e7-b905-172c5d287fa5
- Bibliotheek van het Japanse parlement: 00456753
- Nationale Bibliotheek van Tsjechië: jn20000710522
- Nationale bibliotheek van Australië: 35503081
- Nationale Bibliotheek van Israël: 987007295116705171
- Nationale Bibliotheek van Polen: a0000002733234
- Nationale en Universitaire bibliotheek Zagreb: 000054760
- Nederlandse Thesaurus van Auteursnamen: 071288287
- Réseau des bibliothèques de Suisse occidentale: 02-A003836314
- Istituto Centrale per il Catalogo Unico: LIAV004523
- LIBRIS: 92354
- Système universitaire de documentation: 028323971
- Trove: 976678
- Virtual International Authority File: 111631772
- WorldCat: E39PBJq6T6cYrmttPMvRd3p773